# Byerley Turk
Byerley Turk (* ca. 1679; † Mai 1714), dunkelbrauner Hengst, gilt neben Godolphin Arabian und Darley Arabian als einer der Stammväter des Englischen Vollbluts. Er wird in der Literatur verschiedentlich als Araber oder als Achal-Tekkiner – genauer als Turkmene bezeichnet.
1688 gehörte er zur Beute, die nach der Schlacht bei Buda dem türkischen Heer abgenommen wurde. Anschließend diente er seinem neuen Besitzer und Namensgeber, Colonel Robert Byerley, als Kavalleriepferd und kam im Krieg König Wilhelms III. von England gegen Jakob II. in Irland zum Einsatz.
Als Rennpferd ist Byerley Turk nur einmal erwähnt: 1690 gewann er bei Down Royal (Irland) ein Rennen.
Spätestens ab 1701 stand der Hengst zur Zucht in den Gestüten von Colonel Byerley. Die Zahl der gut gezogenen Stuten mit Stammbaum, die Byerley Turk gedeckt hat, ist anscheinend gering. Trotzdem haben mehrere Nachfahren berühmte Vollblut-Linien begründet. Seine direkte Vaterlinie führt zu dem hervorragenden Zuchtpferd Herod (* 1758). Über seine Töchter nahm er immensen Einfluss auf die Entstehung der neuen Rasse "Englisches Vollblut".
Nach abweichender Meinung stammte Byerley Turk nicht aus der Kriegsbeute von 1688, sondern wurde in England gezüchtet und ist ein Nachfahre von Place’s White Turk.